# Département de Nogoyá
Le département de Nogoyá est une des 17 subdivisions de la province d'Entre Ríos, en Argentine. Son chef-lieu est la ville de Nogoyá.
Le département a une superficie de 4 282 km2.
Sa population s'élevait à 38 840 habitants au recensement de 2001.

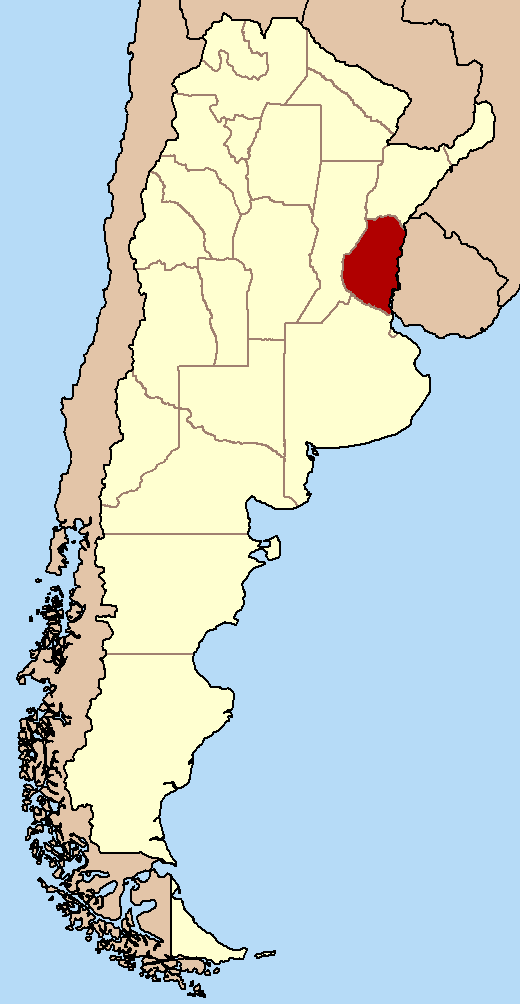
Localisation de la province d'Entre Ríos en Argentine.

## Villes et localités
- Betbeder
- Don Cristóbal Primero
- Febre
- Hernández
- Lucas González
- Nogoyá, chef-lieu
- XX de Setiembre
- Villa Aranguren